# 福田望久斗
福田 望久斗（ふくだ みくと、2000年2月20日 - ）は、千葉県出身のプロサッカー選手。Jリーグ・鹿児島ユナイテッドFC所属。ポジションはFW。

## 来歴
中学時代は鹿島アントラーズの下部組織に所属していた。その後、中央学院高等学校を経て東海学園大学に進学。4年時の東海学生サッカーリーグ戦1部ではリーグ得点王となる13ゴールを決めた。10月には鹿児島ユナイテッドFCの練習生としてJエリートリーグに出場。2021年11月、2022年シーズンからの鹿児島ユナイテッドFC加入内定が発表された。
2022年3月13日、J3リーグ第1節のいわきFC戦でJリーグデビューを飾った。

## 所属クラブ
- ヴィスポ柏99フットボールクラブ（柏市立柏第一小学校）
- 2012年 - 2014年 鹿島アントラーズつくば（柏市立柏中学校）
- 2015年 - 2017年 中央学院高等学校
- 2018年 - 2021年 東海学園大学
- 2022年 -  鹿児島ユナイテッドFC

## 個人成績
| 国内大会個人成績 | 国内大会個人成績 | 国内大会個人成績 | 国内大会個人成績 | 国内大会個人成績 | 国内大会個人成績 | 国内大会個人成績 | 国内大会個人成績 | 国内大会個人成績 | 国内大会個人成績 | 国内大会個人成績 | 国内大会個人成績 |
| 年度             | クラブ           | 背番号           | リーグ           | リーグ戦         | リーグ戦         | リーグ杯         | リーグ杯         | オープン杯       | オープン杯       | 期間通算         | 期間通算         |
| 年度             | クラブ           | 背番号           | リーグ           | 出場             | 得点             | 出場             | 得点             | 出場             | 得点             | 出場             | 得点             |
| 日本             | 日本             | 日本             | 日本             | リーグ戦         | リーグ戦         | リーグ杯         | リーグ杯         | 天皇杯           | 天皇杯           | 期間通算         | 期間通算         |
| ---------------- | ---------------- | ---------------- | ---------------- | ---------------- | ---------------- | ---------------- | ---------------- | ---------------- | ---------------- | ---------------- | ---------------- |
| 2022             | 鹿児島           | 18               | J3               | 7                | 0                | -                | -                | 2                | 0                | 9                | 0                |
| 2023             | 鹿児島           | 18               | J3               | 18               | 3                | -                | -                | 1                | 0                | 19               | 3                |
| 2024             | 鹿児島           | 18               | J2               | 24               | 3                | 2                | 0                | 0                | 0                | 26               | 3                |
| 2025             | 鹿児島           | 11               | J3               |                  |                  |                  |                  |                  |                  |                  |                  |
| 通算             | 日本             | 日本             | J2               | 24               | 3                | 2                | 0                | 0                | 0                | 26               | 3                |
| 通算             | 日本             | 日本             | J3               | 25               | 3                | -                | -                | 3                | 0                | 28               | 3                |
| 総通算           | 総通算           | 総通算           | 総通算           | 49               | 6                | 2                | 0                | 3                | 0                | 54               | 6                |

出場歴
- Jリーグ初出場 - 2022年3月13日 J3第1節 いわきFC戦 (白波スタジアム)
- Jリーグ初得点 - 2023年5月28日 J3第11節 松本山雅FC戦 (サンプロ アルウィン)

## タイトル

### クラブ
東海学園大学サッカー部
- 東海学生サッカーリーグ戦1部（2019）

### 個人
- 東海学生サッカーリーグ戦1部・得点王（2021）